# Hulaginakoppa, Hangal
Hulaginakoppa là một làng thuộc tehsil Hangal, huyện Haveri, bang Karnataka, Ấn Độ.